# Hemfjärden (vid Hitis, Kimitoön)
Hemfjärden är en fjärd i Finland. Den ligger i kommunen Kimitoön i landskapet Egentliga Finland, i den södra delen av landet, 140 km väster om huvudstaden Helsingfors.
Hemfjärden ligger vid Hitis kyrkby och avgränsas av Hitislandet i väster, Lövholmen och Stora Krokön i norr, Bockholmen i öster samt av Marholmen och Granholmen i söder. Den ansluter till Kyrkfjärden i sydväst.